# Grande Prêmio da Espanha de 1976
Resultados do Grande Prêmio da Espanha de Fórmula 1 realizado em Jarama em 2 de maio de 1976. Quarta etapa da temporada, nele o britânico James Hunt, da McLaren-Ford, foi desclassificado por causa de uma irregularidade nas medidas de seu carro e assim Niki Lauda (Ferrari) herdou o primeiro lugar até 5 de julho, quando a FIA julgou um recurso interposto pela McLaren e restituiu a vitória de James Hunt.

## Resumo
Nos dias que antecederam o polêmico resultado de Jarama, as atenções da categoria foram atraídas para o surpreendente Tyrrell de seis rodas.

## Classificação da prova
| Pos    | Nº | Piloto             | Construtor         | Voltas | Tempo/Diferença | Grid | Pontos |
| ------ | -- | ------------------ | ------------------ | ------ | --------------- | ---- | ------ |
| 1      | 11 | James Hunt         | McLaren-Ford       | 75     | 1:42:20.43      | 1    | 9      |
| 2      | 1  | Niki Lauda         | Ferrari            | 75     | + 30.97         | 2    | 6      |
| 3      | 6  | Gunnar Nilsson     | Lotus-Ford         | 75     | + 48.02         | 7    | 4      |
| 4      | 7  | Carlos Reutemann   | Brabham-Alfa Romeo | 74     | + 1 volta       | 12   | 3      |
| 5      | 22 | Chris Amon         | Ensign-Ford        | 74     | + 1 volta       | 10   | 2      |
| 6      | 8  | José Carlos Pace   | Brabham-Alfa Romeo | 74     | + 1 volta       | 11   | 1      |
| 7      | 20 | Jacky Ickx         | Wolf-Williams-Ford | 74     | + 1 volta       | 21   |        |
| 8      | 16 | Tom Pryce          | Shadow-Ford        | 74     | + 1 volta       | 22   |        |
| 9      | 19 | Alan Jones         | Surtees-Ford       | 74     | + 1 volta       | 20   |        |
| 10     | 21 | Michel Leclère     | Wolf-Williams-Ford | 73     | + 2 voltas      | 23   |        |
| 11     | 2  | Clay Regazzoni     | Ferrari            | 72     | + 3 voltas      | 5    |        |
| 12     | 26 | Jacques Laffite    | Ligier-Matra       | 72     | + 3 voltas      | 8    |        |
| 13     | 37 | Larry Perkins      | Boro-Ford          | 72     | + 3 voltas      | 24   |        |
| Ret    | 12 | Jochen Mass        | McLaren-Ford       | 65     | Motor           | 4    |        |
| Ret    | 17 | Jean-Pierre Jarier | Shadow-Ford        | 61     | Pane elétrica   | 15   |        |
| Ret    | 3  | Jody Scheckter     | Tyrrell-Ford       | 53     | Motor           | 14   |        |
| Ret    | 28 | John Watson        | Penske-Ford        | 51     | Motor           | 13   |        |
| Ret    | 35 | Arturo Merzario    | March-Ford         | 36     | Câmbio          | 18   |        |
| Ret    | 5  | Mario Andretti     | Lotus-Ford         | 34     | Câmbio          | 9    |        |
| Ret    | 4  | Patrick Depailler  | Tyrrell-Ford       | 25     | Acidente        | 3    |        |
| Ret    | 9  | Vittorio Brambilla | March-Ford         | 21     | Suspensão       | 6    |        |
| Ret    | 34 | Hans-Joachim Stuck | March-Ford         | 16     | Câmbio          | 17   |        |
| Ret    | 10 | Ronnie Peterson    | March-Ford         | 11     | Transmissão     | 16   |        |
| Ret    | 30 | Emerson Fittipaldi | Fittipaldi-Ford    | 3      | Transmissão     | 19   |        |
| DNQ    | 18 | Brett Lunger       | Surtees-Ford       |        |                 |      |        |
| DNQ    | 32 | Loris Kessel       | Brabham-Ford       |        |                 |      |        |
| DNQ    | 25 | Emilio Zapico      | Williams-Ford      |        |                 |      |        |
| DNQ    | 33 | Emilio de Villota  | Brabham-Ford       |        |                 |      |        |
| DNQ    | 24 | Harald Ertl        | Hesketh-Ford       |        |                 |      |        |
| DNQ    | 31 | Ingo Hoffmann      | Fittipaldi-Ford    |        |                 |      |        |
| Fonte: |    |                    |                    |        |                 |      |        |

## Tabela do campeonato após a corrida
| Pos.   | Piloto            | Pontos |
| ------ | ----------------- | ------ |
| 1      | Niki Lauda        | 30     |
| 2      | James Hunt        | 15     |
| 3      | Patrick Depailler | 10     |
| 4      | Clay Regazzoni    | 9      |
| 5      | Jochen Mass       | 7      |
| Fonte: |                   |        |

| Pos.   | Construtor   | Pontos |
| ------ | ------------ | ------ |
| 1      | Ferrari      | 33     |
| 2      | McLaren-Ford | 18     |
| 3      | Tyrrell-Ford | 13     |
| 4      | Shadow-Ford  | 4      |
| 5      | Lotus-Ford   | 4      |
| Fonte: |              |        |

- Nota: Somente as primeiras cinco posições estão listadas. A temporada de 1976 foi dividida em dois blocos de oito corridas onde cada piloto descartaria um resultado. Neste ponto esclarecemos: na tabela dos construtores figurava somente o melhor colocado dentre os carros do mesmo time.